# متاتیاس

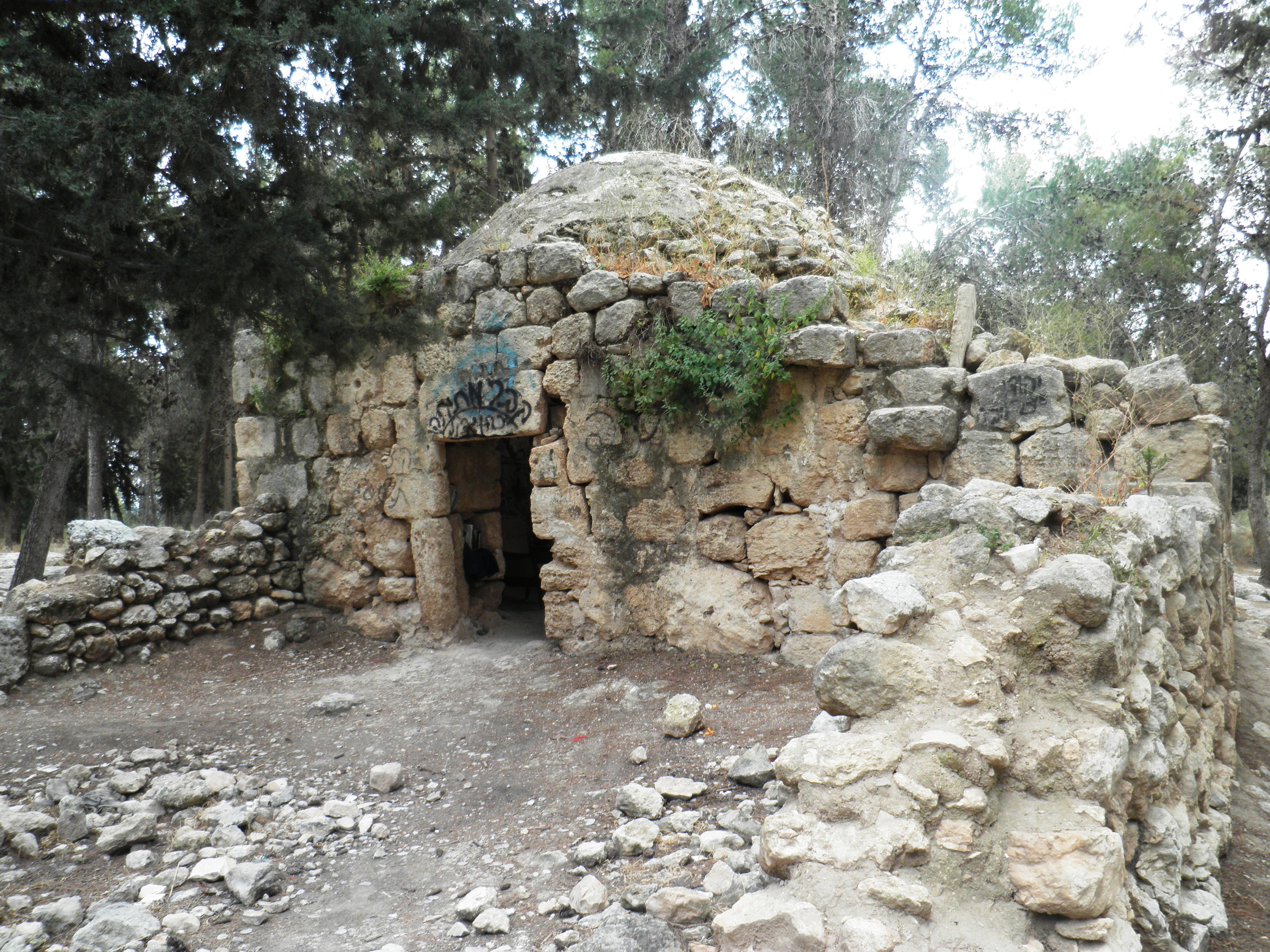
آرامگاه متاتیاس در اسرائیل

متاتیاس بن یوحنا (عبری: מַתִּתְיָהוּ הַכֹּהֵן בֶּן יוֹחָנָן‎) (مرگ در ۱۶۵ پ. م) یک کوهن یهودی بود که در شورش مکابی بر ضد امپراتوری سلوکی نقش مهمی را ایفا کرد. او بازیگر اصلی داستان شکل‌گیری جشن حنوکا است.